# Prisekano kvadratno tlakovanje
Prisekano kvadratno tlakovanje je v geometriji polpravilno tlakovanje evklidske ravnine. Na vsakem oglišču je po en kvadrat in dva osemkotnika. To je edino tlakovanje s pravilnimi mnogokotniki, ki poteka od roba do roba.  Je tudi edino, ki vsebuje osemkotnik. Ima Schläflijev simbol enak t0,1{4,4}.
Imenuje se tudi prisekani kvadril (Conway) in mediteransko tlakovanje oziroma oktagonalno tlakovanje.

## Uniformno barvanje
Obstojata dve različni obliki uniformnega barvanja prisekanega kvadratnega tlakovanja, s katerim se za barve imenujejo števila okoli oglišča (4.8.8): (122, 123)
| 2 barvi: 122 | 3 barve: 123 |

## Sorodni poliedri in tlakovanja
tlakovanje je topološko povezano s poliedrom prisekan oktaeder 4.6.6 
Pitagorejsko tlakovanje izmenoma vsebuje velike in majhne kvadrate. Je topološko identično z prisekanim kvadratnim tlakovanjem.
| |                         |                         | |
| Variacije na ta vzorec se pogosto imenuje mediteranski vzorci, ki so tukaj prikazani kot kamnite ploščice v obliki manjših kvadratov v diagonalni smeri glede na meje. | pitagorejsko tlakovanje | pitagorejsko tlakovanje | Ta tkalski vzorec ima enako topologijo kot osemkotniki, ki jih lahko razvijemo v pravokotnike 3 krat 1. |

Trirazsežno dvojno prisekano satovje, ki ga projiciramo na ravnino, kaže dve kopiji prisekanega tlakovanja. V ravnini pa je lahko prikazano kot sestavljeno tlakovanje:
|  |  | + |

## Wythoffove konstrukcije iz kvadratnega tlakovanja
Če pobarvamo ploščice rdeče na prvotnih stranskih ploskvah, rumeno na prvotnih ogliščih in modro na prvotnih robovih, dobimo osem oblik, ki so vse različne. Kadar pa obravnavamo stranske ploskve kot identične, dobimo samo tri topološko različne oblike. To so kvadratno tlakovanje, prisekano kvadratno tlakovanje in prisekano kvadratno tlakovanje.
| Wythoff            | 4 \| 4 2 | 2 4 \| 4  | 2 \| 4 4  | 2 4 \| 4  | 4 \| 4 2 | 4 4 \| 2   | 4 4 2 \|    | \| 4 4 2    |                           |           |
| Schläfli           | t0{4,4}  | t0,1{4,4} | t1{4,4}   | t1,2{4,4} | t2{4,4}  | t0,2{4,4}  | t0,1,2{4,4} | s{4,4}      | h0{4,4}=h1{4,4}=h0,2{4,4} | h0,1{4,4} |
| Coxeter-Dinkin     |          |           |           |           |          |            |             |             | =                         |           |
| ------------------ | -------- | --------- | --------- | --------- | -------- | ---------- | ----------- | ----------- | ------------------------- | --------- |
| Slika Slika oglišč | 4.4.4.4  | 4.8.8     | 4.4a.4.4a | 4.8.8     | {4,4}    | 4.4a.4b.4a | 4.8.8       | 3.3.4a.3.4b | 4                         | 3.3.4.3.4 |